# Poloksamer 407
Poloksamer 407 to hydrofilowy niejonowy surfaktant należący do grupy kopolimerów zwanej poloksamerami. Poloksamer 407 jest trójblokowym kopolimerem składającym się z centrelnego hydrofobowego bloku glikolu propylenowego otoczonym z dwóch stron hydrofilowymi blokami glikolu polietylenowego. Przybliżona długość dwóch bloków PEG to 101 jednostek powtórzeniowych, podczas gdy długość bloku glikolu propylenowego to około 56 jednostek. Ten konkretny związek chemiczny znany jest pod nazwą handlową Pluronic F127 firmy BASF.

## Zastosowanie poloksameru 407
Najczęstsze zastosowanie P407 jest związane z jego właściwościami powierzchniowo czynnymi. Przykładowo, jest stosowany w kosmetykach służąc do rozpuszczania tłustych składników w wodzie. Może być również znaleziony w wielozadaniowych płynach do czyszczenia soczewek kontaktowych, gdzie służy do usuwania tłustych osadów z powierzchni soczewki. Czasami można go znaleźć w płynach do płukania jamy ustnej.

## Przypadki działań niepożądanych
18 listopada 2006 roku, w Australijskim dzienniku The Australian został opublikowany artykuł, w którym twierdzono, że powszechnie stosowany składnik past do zębów i płynów do płukania jamy ustnej może powodować podwyższenie poziomu cholesterolu. Zespół badaczy z Centrum Starzenia i Instytutu Badawczego ANZAC w Sydney odkrył to gdy P407 został podany myszom, i pokrył komórki wątroby kontrolujące poziom cholesterolu, prowadząc do 10-krotnego wzrostu jego poziomu. Ilość podanego związku nie została podana w artykule.